# 最上川白鳥大橋
最上川白鳥大橋（日语：／）是日本山形县酒田市的一座桥梁，承载日本日本海東北自動車道（E7）跨过最上川。